# Ma’aden
Saudi Arabian Mining Company (arabiska: شركة التعدين العربية السعودية), kallas Ma’aden (arabiska: معادن), är ett saudiskt gruvföretag som bryter främst aluminium, fosfat, guld, oädla metaller samt industrimineraler i 17 gruvor. Företaget exporterar sina produkter till ett 30-tal länder världen över. År 2021 var Ma’aden det största gruvföretaget i Mellanöstern.

## Historik
Företaget grundades den 14 dhu al-qa'da 1417 (muslimska kalendern) eller den 23 mars 1997 (gregorianska kalendern) efter att det kungliga dekretet m/17 drevs igenom i syfte att låta Ma’aden utveckla och utöva gruvdrift inom Saudiarabiens gränser. Ma’aden var helägt av den saudiska staten fram till 2008 när 50% av aktierna gjordes tillgängliga för att handlas på börsen. I juni 2018 hade dock den saudiska statliga investeringsfonden Public Investment Fund utökat sitt ägande till 67,2%.